# Matrony

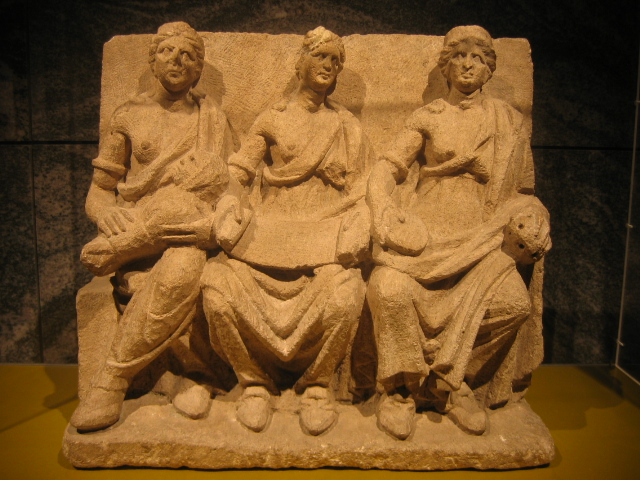
Trzy Matrony na reliefie z Bibracte

Matrony (łac. Matronae, Matres) – synkretyczne rzymsko-galo-germańskie bóstwa żeńskie, których kult rozwijał się pomiędzy I a V wiekiem n.e. w północno-zachodniej części cesarstwa rzymskiego.
Na podbitych przez Rzymian terytoriach galijskich i germańskich zachowały się ich liczne wyobrażenia, umieszczane na ołtarzach i stelach wotywnych. Przedstawiane grupowo – po trzy, stanowiły ucieleśnienie prastarej Wielkiej Bogini. W inskrypcjach zachowało się około 100 imion Matron, niemal w połowie pochodzenia germańskiego. Pozostałe są pochodzenia italskiego, galijskiego i brytańskiego. Treść inskrypcji wskazuje, iż czczono je jako opiekunki rodziny, narodzin, wojny i płodności, a nawet poszczególnych szczepów germańskich.
Kult Matron na podbitych terenach germańskich przetrwał jeszcze długo po upadku cesarstwa rzymskiego, sięgając aż do średniowiecza. Beda Czcigodny zanotował, że w okresie przesilenia zimowego Anglosasi obchodzą poświęcone boginiom święto zwane modraniht, zaś według Saxo Gramatyka (Gesta Danorum VI, 4,12) niejaki Fridlevus zasięgał wróżb w świątyni „Parek”, gdzie znajdowały się wyobrażenia trzech „Nimf”.